# Maisonneuve
Maisonneuve is een gemeente in het Franse departement Vienne (regio Nouvelle-Aquitaine) en telt 291 inwoners (2005). De plaats maakt deel uit van het arrondissement Poitiers.

## Geografie
De oppervlakte van Maisonneuve bedraagt 9,1 km², de bevolkingsdichtheid is 32,0 inwoners per km².
De onderstaande kaart toont de ligging van Maisonneuve met de belangrijkste infrastructuur en aangrenzende gemeenten.

## Demografie
Onderstaande figuur toont het verloop van het inwonertal (bron: INSEE-tellingen).